# Écologie sans frontière
Pour les articles homonymes, voir ESF.
Écologie sans frontière (ESF) est une Organisation non gouvernementale française créée en 1998 et consacrée aux dommages causés par l'homme à l'environnement. Sa spécificité est d'utiliser systématiquement des outils juridiques pour la protection de la planète.
Franck Laval en est le président et Marc Jolivet et Gabriel Cohn-Bendit en sont présidents d'honneur.

## Actions
L'ONG est reçue en 2007 à l'Élysée pour exposer son projet de « révolution écologique ».
Le 11 mars 2014, à la suite d'un pic de pollution aux particules fines en Île-de-France, l'ONG porte plainte contre X avec deux autres associations, les ONG « Respire » et « Rassemblement pour la planète ». Leur avocat est Me François Lafforgue. 